# Michel Frutschi
Michel Frutschi (Ginebra, 6 de enero de 1953- Le Mans, 3 de abril de 1983) fue un piloto de motociclismo suizo.

## Biografía
Su carrera en el mundo del motociclismo se inicia en el Campeonato Mundial de Resistencia donde a menudo competía con el piloto francés Jean-François Baldé usando motocicletas Kawasaki.
Corrió en el Campeonato del Mundo de Motociclismo de la temporada 1977 hasta la temporada 1979 en la categoría de 350cc, en la temporada 1978 en la Fórmula 750 y desde la temporada 1980 hasta la temporada 1983 en 500cc, utilizando diferentes marcas: Yamaha, Sanvenero y Honda.
Su mejor resultado fue la victoria obtenida en GP de Francia de 1982, donde ganó la carrera, caracterizada por el boicot de los principales pilotos debido a la peligrosidad del circuito de Nogaro.
Al año siguiente, en este mismo Gran Premio el suizo se fracturó el cráneo y el fémur quedando inconsciente en la pista. Trasladado al hospital de Le Mans, moriría poco después.

## Resultados en el Campeonato del Mundo
Sistema de puntuación desde 1969 hasta 1987:
| Posición | 1.º | 2.º | 3.º | 4.º | 5.º | 6.º | 7.º | 8.º | 9.º | 10.º |
| Puntos   | 15  | 12  | 10  | 8   | 6   | 5   | 4   | 3   | 2   | 1    |

### Carreras por año
(Carreras en negrita indica pole position; Carreras en cursiva indica vuelta rápida)
| Año  | Cat.  | Moto      | 1       | 2       | 3      | 4       | 5       | 6       | 7      | 8       | 9      | 10      | 11      | 12     | 13      | 14     | Pts. | Pos. |
| ---- | ----- | --------- | ------- | ------- | ------ | ------- | ------- | ------- | ------ | ------- | ------ | ------- | ------- | ------ | ------- | ------ | ---- | ---- |
| 1977 | 250cc | Yamaha    | VEN -   |         | GER 11 | NAT 13  | ESP 15  | FRA Ret | YUG -  | NED 18  | BEL -  | SWE -   | FIN Ret | CZE -  | GBR 12  |        | 0    | -    |
| 1977 | 350cc | Yamaha    | VEN -   |         | GER -  | NAT 11  | ESP Ret | FRA Ret | YUG -  | NED -   |        | SWE -   | FIN 11  | CZE -  | GBR 7   |        | 4    | 29.º |
| 1978 | 350cc | Yamaha    | VEN -   |         | AUT 15 | FRA 16  | NAT -   | NED -   |        | SWE 15  | FIN 12 | GBR Ret | GER Ret | CZE -  | YUG -   |        | 0    | -    |
| 1978 | 500cc | Yamaha    | VEN -   | ESP -   | AUT -  | FRA -   | NAT -   | NED -   | BEL -  | SWE -   | FIN -  | GBR -   | GER Ret |        |         |        | 0    | -    |
| 1979 | 350cc | Yamaha    | VEN -   | AUT 4   | GER 3  | NAT DNQ | ESP 3   | YUG 8   | NED 5  |         |        | FIN -   | GBR 4   | CZE 9  | FRA Ret |        | 47   | 5.º  |
| 1980 | 500cc | Yamaha    | NAT Ret | ESP 9   | FRA 22 |         | NED Ret | BEL -   | FIN 18 | GBR Ret |        | GER Ret |         |        |         |        | 2    | 20.º |
| 1981 | 500cc | Yamaha    |         | AUT Ret | GER 5  | NAT -   | FRA -   |         | YUG -  | NED 16  | BEL 23 | RSM 16  | GBR Ret | FIN 11 | SWE Ret |        | 6    | 17.º |
| 1982 | 500cc | Sanvenero | ARG 16  | AUT Ret | FRA 1  | ESP Ret | NAT Ret | NED 19  | BEL 9  | YUG Ret | GBR -  | SWE 12  |         |        | SMR Ret | GER 11 | 17   | 14.º |
| 1983 | 500cc | Honda     | RSA Ret | FRA Ret | NAT -  | GER -   | ESP -   | AUT -   | YUG -  | NED -   | BEL -  | GBR -   | SWE -   | RSM -  |         |        | 0    | -    |